# Ковалик, Трент
Трент Ковалик (англ. Trent Kowalik; р. 22 февраля 1995, Уанто, Нассау, Нью-Йорк, США) — американский танцор, актёр и певец. Лауреат премии «Тони» в номинации «Лучшая мужская роль в мюзикле», а также обладатель специального приза от Внешнего общества критиков за исполнение главной роли в мюзикле «Билли Эллиот».

## Биография
Трент Ковалик родился 22 февраля 1995 года в посёлке Уанто, штат Нью-Йорк, в семье органистки и пианистки Лоретты (урожденной Сплескиа) из римско-католической церкви Св. Рафаэля в Ист-Медоу, штат Нью-Йорк, и геодезиста Майкла Ковалика. У него есть три старшие сестры. В возрасте трёх лет начал обучение танцам в Танцевальной школе Дороти (англ. Dorothy's School of Dance) в посёлке Беллмор. В возрасте четырёх лет стал брать уроки ирландских танцев. В возрасте шести лет принял участие в Открытом чемпионат (англ. Open Championship), выступал со школой танцев Inishfree School of Irish Dance. В апреле 2006 года, в возрасте 11 лет, выиграл в юношеской возрастной группе Чемпионат мира по ирландским танцам (ирл. Oireachtas Rince na Cruinne), проводимый в Белфасте, Северная Ирландия. Ковалик получил несколько национальных премий Шотландии, Англии и Ирландии. Продолжает заниматься балетом, степом, джазовым и лирическим танцем. Принимал участие во многих телешоу, таких как «Inside the NFL» и «Good Morning America».
В настоящее время Ковалик продолжает обучение балету в The Jacqueline Kennedy Onassis School — в допрофессиональном дивизионе Американского театра балета.

## Billy Elliot the Musical
17 декабря 2007 года Трент Ковалик дебютировал в оригинальной лондонской постановке мюзикла Billy Elliot the Musical, как один из исполнителей главной роли — роли Билли Эллиота. Мюзикл был поставлен на сцене Victoria Palace Theatre в Уэст-Энде. Последнее выступление Ковалика в Лондоне состоялось 7 июня 2008 года.
В пресс-релизе 22 апреля 2008 года было объявлено, что Трент Ковалик вместе с Кириллом Кулишом и Дэвидом Альваресом войдёт в премьерный состав бродвейской постановки как исполнитель главной роли. Первое выступление Трента состоялось 8 октября 2008 года на сцене Imperial Theatre. Последнее выступление — 7 марта 2010 года.
7 июня 2009 года Ковалик, а также Кирилл Кулиш и Дэвид Альварес, стал лауреатом премии премии «Тони» в номинации «Лучшая мужская роль в мюзикле». Ковалик являлся самым молодым обладателем премии в этой номинации за всю историю существования церемонии. Кроме того, 2009 год стал первым годом, когда премия была вручена сразу троим актёрам одновременно.

На церемонии мюзикл был представлен хореографической частью эпизода Electricity (рус. Электричество) в исполнении Кирилла Кулиша под аккомпанирование сэра Элтона Джона, а также эпизодом Angry Dance (рус. Злой танец) в исполнении Трента Ковалика. Мюзикл стал номинантом в пятнадцати позициях и стал лауреатом в десяти из них. Включая «Лучший мюзикл года».
В том же году Ковалик стал обладателем специального приза за выдающиеся достижения от Внешнего общества критиков (англ. Outer Critics Circle Award).